# Pavillón Multiusos Fontes do Sar
Der Pavillón Multiusos Fontes do Sar (kurz: Multiusos Fontes do Sar) ist eine Mehrzweckhalle in der spanischen Stadt Santiago de Compostela, Provinz A Coruña in der Autonomen Gemeinschaft Galicien, im Nordwesten des Landes. Der Rundbau wird vornehmlich als Heimspielstätte des Basketballclubs Monbus Obradoiro sowie dem Futsalverein Santiago Futsal genutzt.

## Geschichte
Die 1998 eröffnete Halle bietet 5065 Sitzplätze zu den Sportveranstaltungen. Mit Stehplätzen sind es maximal 9500 Plätze. Neben dem Profisport werden auf den 10.000 m² täglich Breitensport und Fitnessaktivitäten angeboten. Darüber hinaus dient sie als Veranstaltungsort für Ausstellungen, Tagungen, Konzerte (u. a. Bob Dylan, Mark Knopfler, Gary Moore, Alice Cooper, Juanes, Shakira, Whitesnake, Joaquín Sabina, Ricky Martin, Alejandro Sanz, Morcheeba, Europe, Van Morrison, Slipknot, Def Leppard, The Chemical Brothers oder Extremoduro) und Shows (Cirque du Soleil).

### Eisenbahnunfall von Santiago de Compostela
Beim Eisenbahnunfall von Santiago de Compostela am 24. Juli 2013 kamen 80 Menschen ums Leben. Es war das schwerste Unglück in Europa seit dem Eisenbahnunfall von Eschede am 3. Juni 1998 mit 101 Toten. Der nahegelegene Pavillón Multiusos Fontes do Sar wurde als provisorisches Leichenhaus genutzt.

## Galerie

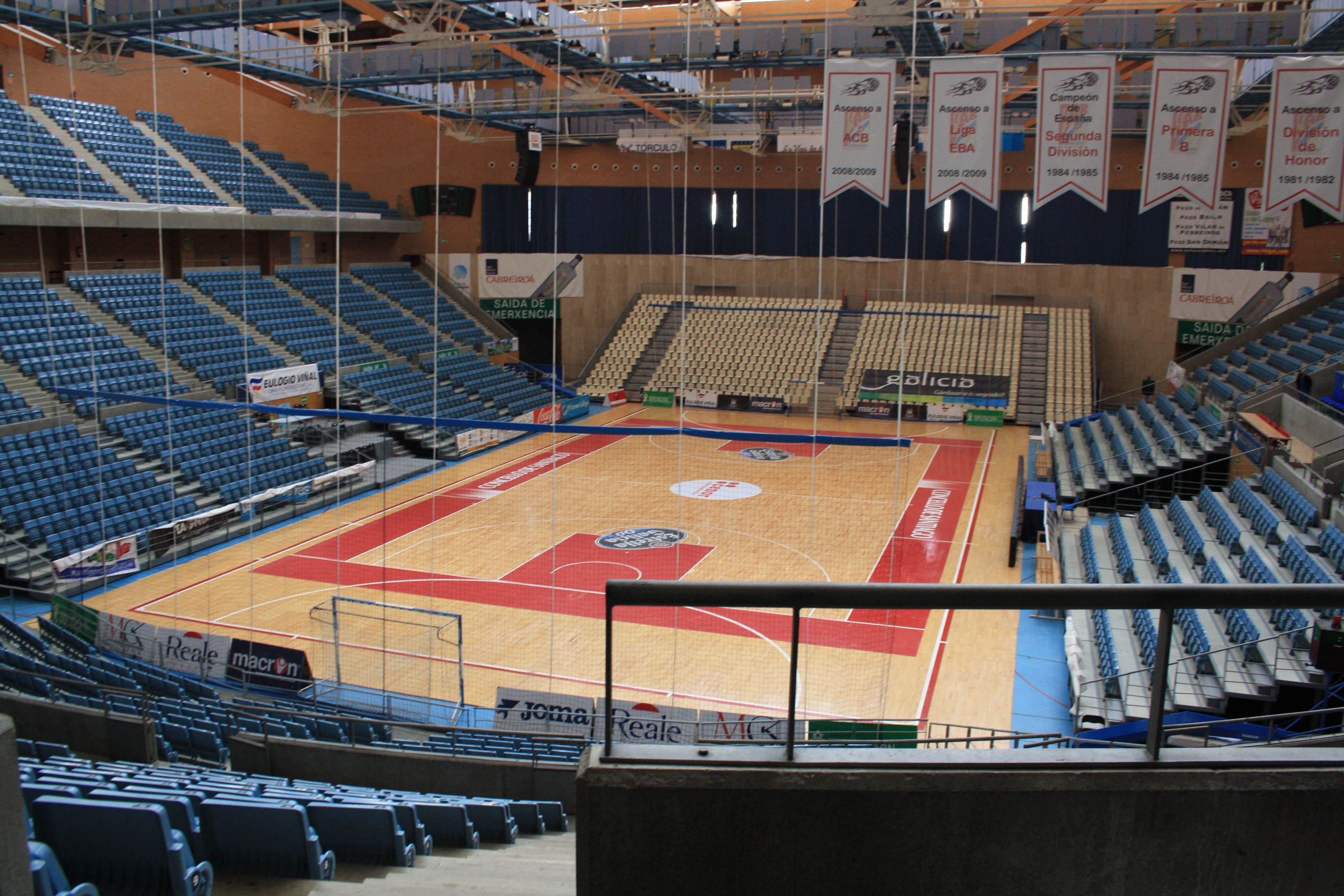
Der Innenraum im Dezember 2012
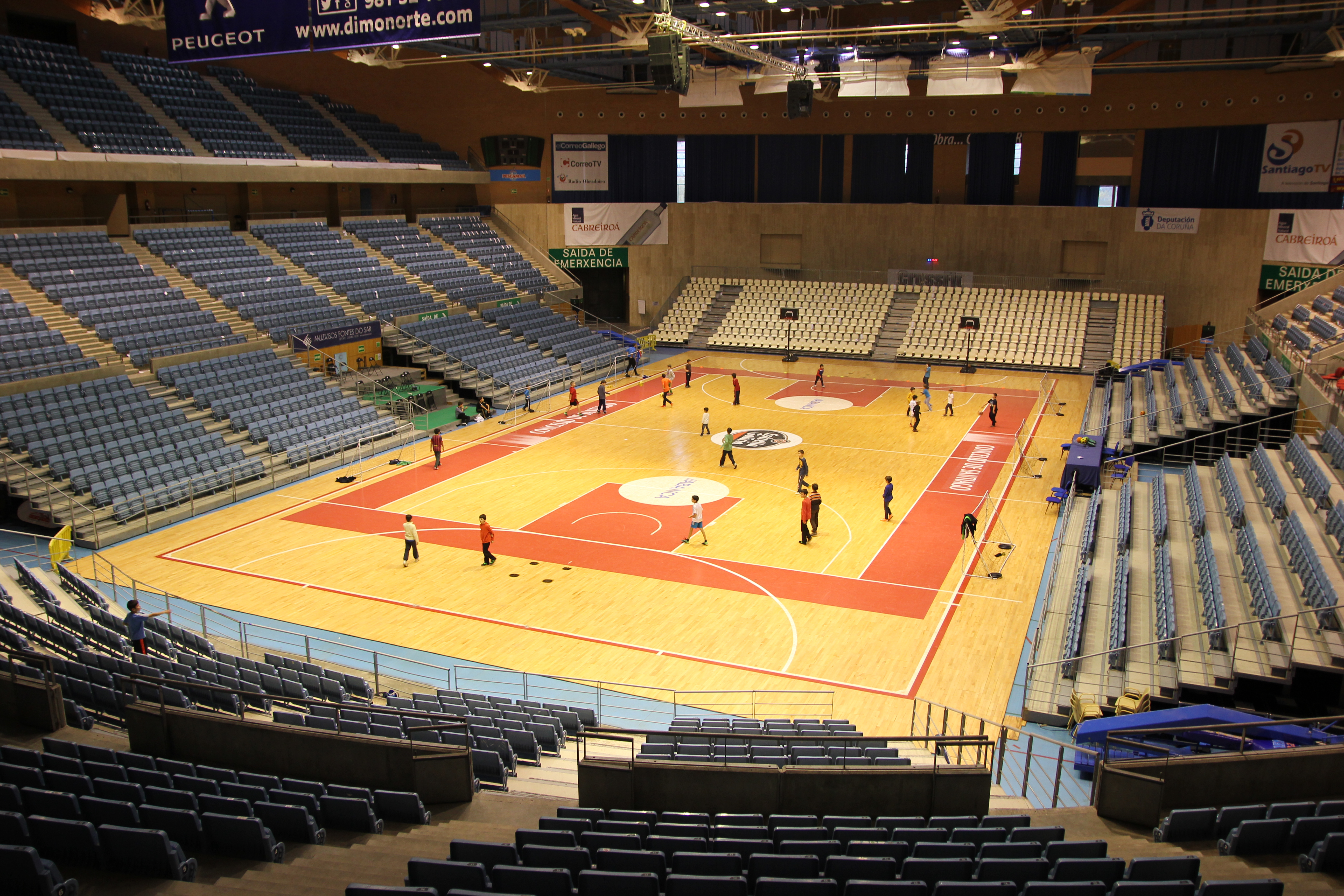
Kinder im Innenraum der Halle (Dezember 2014)